# Twink (gay slang)

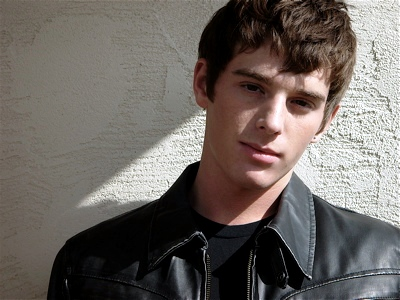
Brent Corrigan jako příklad „twink“ gaye

Twink je označení pro mladého muže okolo dvaceti let, který je štíhlé postavy, bez vousů a ochlupení i bez „mužných rysů“, jako jsou svaly, celkově působícího mladistvě. Termín byl poprvé použit v roce 1963. Podle Oxford Dictionary se jedná o „homosexuálního či zženštilého muže nebo mladíka, který je vnímán jako objekt homosexuální touhy“ a slovo bylo použito poprvé v 70. letech.